# Gżira United FC
Gżira United Football Club är en maltesisk fotbollsklubb baserad i Gżira. 
Fotbollsklubb grundades 1947. Större matcher kan spelas på Ta’ Qali-stadion i Ta’ Qali.

## Färger
| Gżira United FC | Gżira United FC |

### Dräktsponsor
- Nike: ????
- Macron: 20??
- Puma: 20?? – nutid

### Trikåer
| Hemmaställ | Hemmaställ | Hemmaställ |

## Placering senaste säsonger
| Säsong  | Nivå | Liga                   | Placering | Referens      | Notering                       |
| ------- | ---- | ---------------------- | --------- | ------------- | ------------------------------ |
| 2015/16 | 2    | Maltese First Division | 1         | [ 1 ] [ 2 ]   | Uppflyttad till Premier League |
| 2016/17 | 1    | Maltese Premier League | 7         | [ 3 ] [ 4 ]   |                                |
| 2017/18 | 1    | Maltese Premier League | 3         | [ 5 ] [ 6 ]   |                                |
| 2018/19 | 1    | Maltese Premier League | 3         | [ 7 ] [ 8 ]   |                                |
| 2019/20 | 1    | Maltese Premier League | 6         | [ 9 ] [ 10 ]  |                                |
| 2020/21 | 1    | Maltese Premier League | 3         | [ 11 ] [ 12 ] |                                |
| 2021/22 | 1    | Maltese Premier League | 4         | [ 13 ] [ 14 ] |                                |
| 2022/23 | 1    | Maltese Premier League | 3         | [ 15 ]        |                                |
| 2023/24 | 1    | Maltese Premier League | 9         | [ 16 ]        |                                |
| 2024/25 | 1    | Maltese Premier League |           | [ 17 ]        |                                |

## Kända spelare
- Nikolai Muscat

## Tränare
- Jesmond Zerafa (2019)
- Giovanni Tedesco (2019-2020)
- Paul Zammit (2020)
- Darren Abdilla (sedan Juni 2020)[18]

### Fotnoter
1. ↑  2015/16 på RSSSF
2. ↑  2015/16 Soccerway
3. ↑  2016/17 på RSSSF
4. ↑  2016/17 Soccerway
5. ↑  2017/18 på RSSSF
6. ↑  2017/18 på Soccerway
7. ↑  2018/19 på RSSSF
8. ↑  2018/19 på Soccerway
9. ↑  2019/20 på RSSSF
10. ↑  2019/20 Soccerway
11. ↑  2020/21 på RSSSF
12. ↑  2020/21 på Soccerway
13. ↑  2021/22 på RSSSF
14. ↑  2021/22 på Soccerway
15. ↑  2022/23 på RSSSF
16. ↑  2023/24 på RSSSF
17. ↑  2024/25 på RSSSF
18. ↑  Darren Abdilla